# 太田資宗
太田資宗（日语：／ Ōta Sukemune，1600年12月27日—1680年2月22日）是日本江戶時代前期的譜代大名、六人眾。下野山川藩藩主、三河西尾藩藩主、遠江濱松藩初代藩主。官位官職是從五位下備中守。掛川藩太田家初代。

## 生平
在慶長11年（1606年）以7歲之齡謁見德川家康。在慶長15年（1610年）領有關東地方等5千6百石並繼任太田家的家督。而且成為家康的側近並被賜予偏諱，於是改名為康資（與祖父同名）。在元和元年（1615年）敘任從五位下攝津守，後來成為采女正。在寬永8年（1631年）成為御小姓組組頭（即隊長）。在寬永10年（1633年）3月23日與松平信綱、阿部忠秋、堀田正盛、三浦正次、阿部重次一同成為六人眾（相當於後年的若年寄）。在寬永12年（1635年）被加增下野國足利郡山川1萬石，被列入1萬5千6百石的大名，敘任備中守。在寬永15年（1638年）加增約2萬石，成為3萬5千石的大名並移封三河國幡豆郡西尾。在寬永18年（1641年）成為奉行，跟隨林羅山開始編纂武家系譜。在寬永20年（1643年）9月完成武家系譜編纂書『寬永諸家系圖傳』。向第3代將軍德川家光獻上2部（真名本、假名本）186卷（合計372卷）。在正保元年（1644年）移封至遠江國濱松3萬5千石。在寬文11年（1671年）隱居。在延寶8年（1680年）1月22日死去。享年81歲。